# La Font de la Figuera
La Font de la Figuera és un municipi del País Valencià situat a la comarca de la Costera.

## Geografia
Al seu terme, de 84,7 km², trobem el Capurutxo amb 901 m. d'altitud, amb la Cova Santa i la Cova del Triangle que comunica amb la Penya Foradada (978 m.), altres altures són l'Alt de Silla (1004 m.), límit amb Almansa i, per tant, amb Castella - la Manxa. Amb les zones forestals de El Sierro i Els Clotxes poden veure's cabres salvatges.
Limita amb Moixent (a la mateixa comarca), Fontanars dels Alforins (a la Vall d'Albaida), Enguera (a la Canal de Navarrés), Villena (a l'Alt Vinalopó) i amb Almansa (a la província d'Albacete, Castella - la Manxa).

## Història
L'actual població va sorgir en 1301 en una partida que es va segregar del terme de Moixent i va ser poblada amb carta pobla atorgada a Gonçal Garcia i 40 pobladors més a l'any 1313. En 1348 es va constituir la baronia del seu nom de què va ser titular Pere Maça de Liçana, senyor de Moixent. El 1548 passà, per donació, als Lladró de Vilanova, i més tard als Mendoza, ducs de l'Infantat, els Zúñiga, ducs de Béjar, i als comtes d'Albatera. Finalment, el 1737, per una concòrdia, passà als Rabasa de Perellós, marquesos de Dos Aigües. A més és el lloc de naixement del prestigiós general de la II República Vicente Rojo Lluch, comandant en cap de l'exèrcit republicà durant la guerra civil.
Un terratrèmol de magnitud lleu (2,7 graus en l'escala regional mbLg) va sacsejar especialment el nord del municipi el 15 de gener de 2023, que també es va fer sentir a les localitats veïnes de Moixent i de Vallada.

## Demografia
La Font de la Figuera té 2.038 habitants (INE 2019).
| 4.046 | 3.958 | 3.779 | 3.428 | 3.189 | 3.439 | 2.974 | 2.571 | 2.208 | 2.173 | 2.129 | 2.081 | 2.213 | 2.237 | 2.234 | 2.223 | 2.109 | 2.038 | 2025 |

## Política i govern

### Composició de la Corporació Municipal
El Ple de l'Ajuntament està format per 11 regidors. En les eleccions municipals de 26 de maig de 2019 foren elegits 4 regidors de Compromís per la Font de la Figuera (Compromís), 4 del Partit Popular (PP), 2 del Partit Socialista del País Valencià (PSPV-PSOE) i 1 de Per la Font (PFont).
| Eleccions municipals de 26 de maig de 2019 - la Font de la Figuera |                                          |                                     |                                     |        |          |          |
| Candidatura | Candidatura                              | Candidatura                         | Cap de llista                       | Vots   | Vots     | Regidors |
| | Compromís per la Font de la Figuera      |                                     | Vicent Muñoz i Jordà                | 502    | 36,88%   | 4 (+1)   |
| | Partit Popular                           |                                     | María José Penades Ballester        | 447    | 32,84%   | 4 (-1)   |
| | Partit Socialista del País Valencià-PSOE |                                     | Juan Francisco Calabuig García      | 242    | 17,78%   | 2 ()     |
| | Per la Font                              |                                     | Purificación Lluch Sanz             | 163    | 11,98%   | 1 (+1)   |
| | Altres candidatures                      |                                     |                                     |        |          | 0 ( -1)  |
| | Vots en blanc                            |                                     |                                     | 7      | 0,51%    |          |
| Total vots vàlids i regidors | Total vots vàlids i regidors             | Total vots vàlids i regidors        | Total vots vàlids i regidors        | 1.361  | 100 %    | 11       |
| | Vots nuls                                | Vots nuls                           | Vots nuls                           | 22     | 1,59%    |          |
| Participació (vots vàlids més nuls) | Participació (vots vàlids més nuls)      | Participació (vots vàlids més nuls) | Participació (vots vàlids més nuls) | 1.383  | 85,21%** |          |
| Abstenció | Abstenció                                | Abstenció                           | Abstenció                           | 240*   | 14,79%** |          |
| Total cens electoral | Total cens electoral                     | Total cens electoral                | Total cens electoral                | 1.383* | 100 %**  |          |
| Alcalde: Vicent Muñoz i Jordà (Compromís) (15/06/2019) Per ser la llista més votada, després de no haver obtingut majoria absoluta dels regidors (4 vots de Compromís) |                                          |                                     |                                     |        |          |          |
| Fonts: JEC, JEZ Ontinyent, M. Interior, Periòdic Ara. (* No són vots sinó electors. ** Percentatge respecte del cens electoral.)                                       |                                          |                                     |                                     |        |          |          |

### Alcaldes

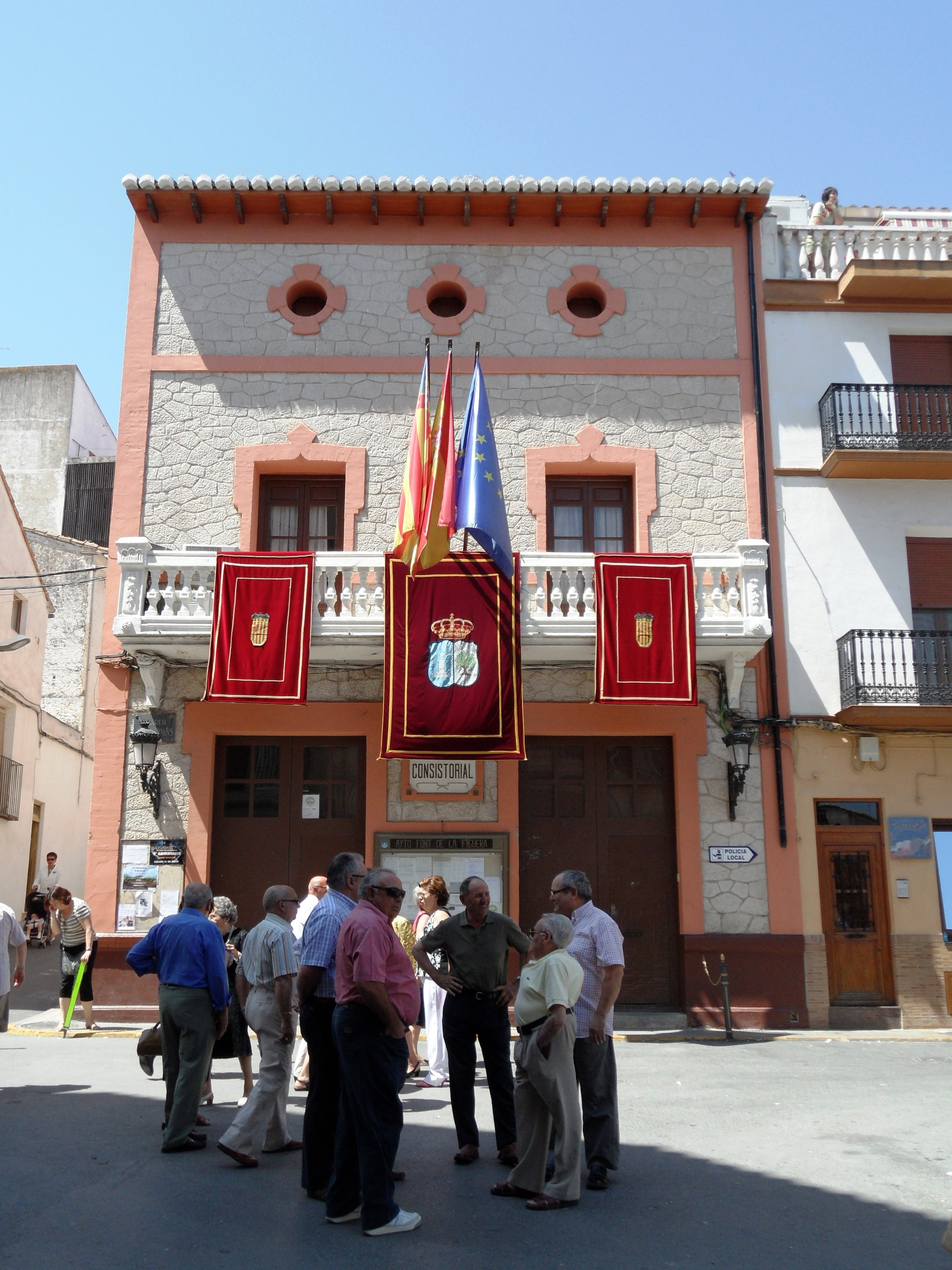
Ajuntament de la Font de la Figuera.

Des de 2019 l'alcalde de la Font de la Figuera és Vicent Muñoz i Jordà de Compromís per la Font de la Figuera (Compromís).
| Període                       | Alcalde o alcaldessa                              | Partit polític | Data de possessió     | Observacions        |
| ----------------------------- | ------------------------------------------------- | -------------- | --------------------- | ------------------- |
| 1979–1983                     | Manuel Palau Soriano                              | PSPV-PSOE      | 19/04/1979            | --                  |
| 1983–1987                     | Manuel Palau Soriano                              | PSPV-PSOE      | 28/05/1983            | --                  |
| 1987–1991                     | Manuel Palau Soriano                              | PSPV-PSOE      | 30/06/1987            | --                  |
| 1991–1995                     | Manuel Palau Soriano                              | GIFF           | 15/06/1991            | --                  |
| 1995–1999                     | María José Penadés Ballester Santiago Micó Ribera | PP GM          | 17/06/1995 07/02/1998 | Moció de censura -- |
| 1999–2003                     | Santiago Micó Rivera                              | UV             | 03/07/1999            | --                  |
| 2003–2007                     | Alicia Beneyto Olmos Santiago Micó Rivera         | PSPV-PSOE PP   | 14/06/2003 24/10/2003 | Moció de censura -- |
| 2007–2011                     | Santiago Micó Rivera                              | PP             | 16/06/2007            | --                  |
| 2011–2015                     | Vicente Belda Cantavella                          | PSPV-PSOE      | 11/06/2011            | --                  |
| 2015–2019                     | Vicent Muñoz Jordà                                | Compromís      | 13/06/2015            | --                  |
| 2019-2023                     | Vicent Muñoz Jordà                                | Compromís      | 15/06/2019            | --                  |
| Des de 2023                   | n/d                                               | n/d            | 17/06/2023            | --                  |
| Fonts: Generalitat Valenciana |                                                   |                |                       |                     |

## Economia
La economia local es basa en la producció vinícola gràcies en part als cellers que hi ha, com són La Cooperativa Vinícola La Viña, la qual destaca també per la seua producció d'oli, i el celler Arraez.

## Monuments i cultura

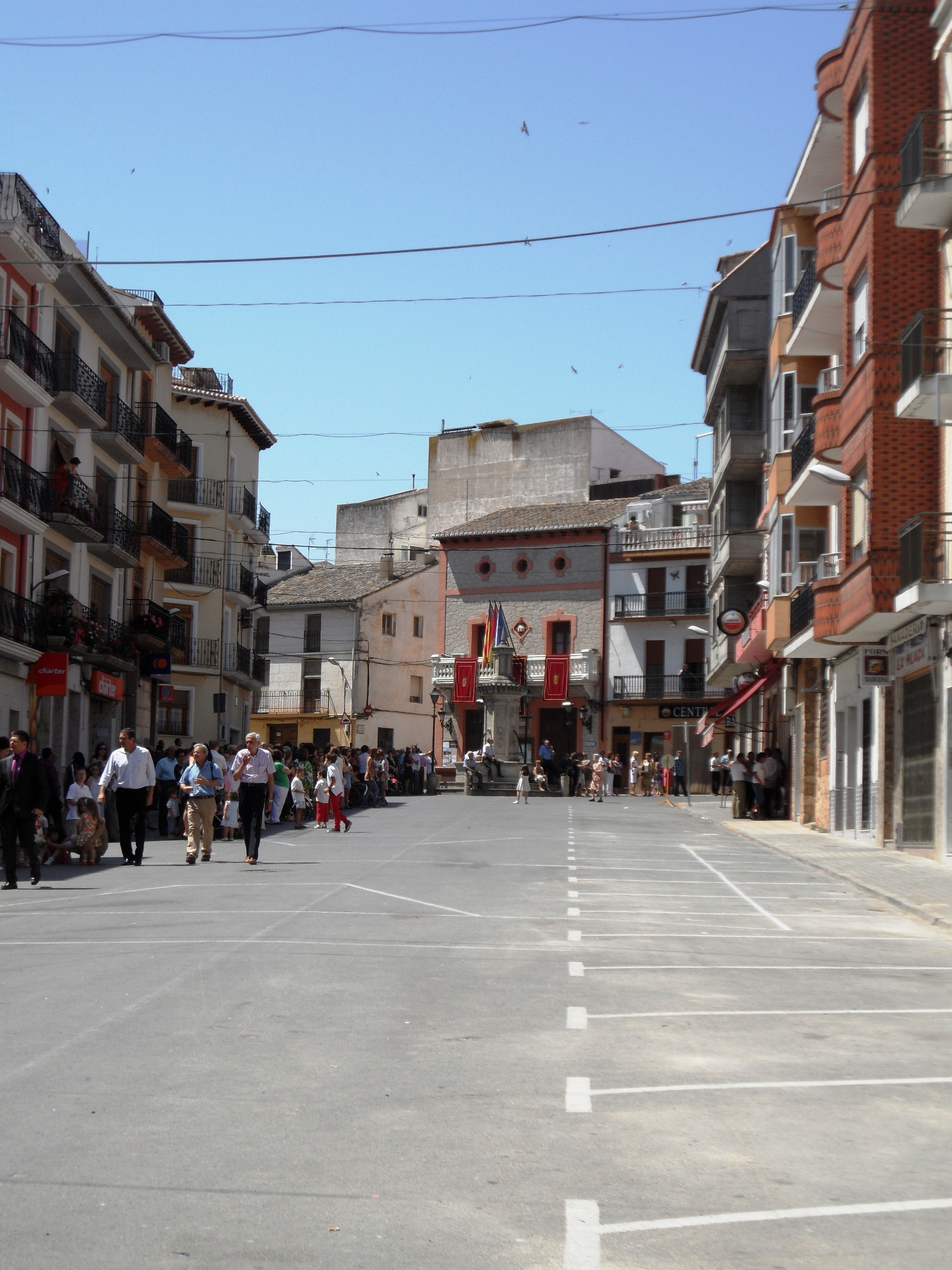
Plaça Major de la Font de la Figuera.

- Església de la Nativitat de nostra Senyora. Segles XVI-xvii. Conserva un retaule del pintor Joan Macip (Joan de Joanes).
- Monument a Joan de Joanes. Situat en la Plaça Major
- Ermita de Santa Bàrbara. Del segle xvi, modificada en el segle xx.
- Ermita de Sant Sebastià. Situada en la part inferior Segle XVI.
- Jaciment arqueológic de Sant Domènec.
- Llavador municipal. Situat en la part inferior del poble continua encara en ús
- Museu Municipal i Etnològic
- Jaciment arqueològic de l'Altet de Palau

## Festes i celebracions
- Crist dels Afligits. El 6 d'agost és la festivitat del patró del poble.
- Festes Patronals. Durant la primera setmana de setembre se celebren en honor de la patrona Mare de Déu dels Xics. Dins d'aquesta se celebra la famosa Dançà de La Font de la Figuera, un dels principals atractius culturals.
- Moros i Cristians. Se celebren en honor de Santa Bàrbara, en la primera setmana de desembre.

## Gastronomia
Entre la seua gastronomia destaquen els embotits artesanals, l'anxela, plat típic d'hivern (arròs, fesols, naps, tanda, picat d'ametles, canyella i julivert), fasedures, borreta, són alguns dels àpats que poden acompanyar els vins locals; per postres podem demanar rotllet de flora, rotllet de candeal, rotllet de most i moltes llepolies més.
Per ser poble de frontera en la seua gastronomia hi trobem també plats típics d'Albacete, com ara el gaspatxo manxego, un plat de carn, pasta cruda, salsa, bolets i la varietat local de caragols anomenada xonetes.

## Personatges destacats
- Joan de Joanes (la Font de la Figuera, c. 1507 - Bocairent, 1579), de nom Joan Vicent Macip, pintor valencià del Renaixement.
- Vicent Rojo Lluch (la Font de la Figuera, 1894 - Madrid, 1966), militar, famós per la seua participació al capdavant de les forces republicanes durant la Guerra Civil espanyola.
- Vicent Tortosa Biosca (la Font de la Figuera, 1907 - la Canyada, 1992), pintor, poeta i artista faller.
- Ramón Mas i Ros (Font de la Figuera, 1909 - València, 1937), poeta i bibliòfil.
- Raquel Maria Payà Ibars (la Font de la Figuera, 1918 - València, 1972), mestra i pedagoga.
- Marifé Arroyo, coneguda com La Mestra, és una mestra que als anys setanta es va vincular al Moviment de Renovació Pedagògica, i va ser una de les primeres introductores del valencià a l'escola pública el 1974.[8]